# خوليو كوبوس (لاعب كرة قدم)
خوليو كوبوس (بالإسبانية: Julio Cobos Moreno)‏ هو مدرب كرة قدم ولاعب كرة قدم إسباني، ولد في 10 فبراير 1971 في سانتا أماليا في إسبانيا. لعب مع نادي إكستريمادورا ونادي خيريث ونادي فييانوفينسي.

## وصلات خارجية
- خوليو كوبوس على موقع قاعدة بيانات كرة القدم.إي يو (الإنجليزية)